# Calymmochilus longbottomi
Calymmochilus longbottomi är en stekelart som beskrevs av Gibson 1998. Calymmochilus longbottomi ingår i släktet Calymmochilus och familjen hoppglanssteklar. Inga underarter finns listade.